# Specialty Records
Pour les articles homonymes, voir Speciality (album).
Specialty est un label discographique indépendant américain, actif entre 1945 et 1991. Fondé à Los Angeles par Art Rupe, il se spécialisait dans le rhythm and blues et le rock 'n' roll. Les premiers 45 tours sortent en 1951. Little Richard y enregistre son premier tube Tutti Frutti en 1955. Sonny Bono fait ses débuts pour cette firme en 1957 en tant qu'auteur, producteur, attaché de presse et chanteur.

## Histoire
Le label est connu pour ses sorties rhythm and blues, gospel et ses débuts dans le rock 'n' roll. Il enregistre des artistes tels que Little Richard, Guitar Slim, Percy Mayfield et Lloyd Price. Rupe fonde la société sous le nom de Juke Box Records, mais le transforme en Specialty en 1946 après s'être séparé de deux de ses partenaires d'origine. La fille de Rupe, Beverly, relance le label dans les années 1980.
Les principaux producteurs du label étaient Rupe, Robert « Bumps » Blackwell, Johnny Vincent et J. W. Alexander. Rupe était connu pour détester la pratique du payola, mais en 1953, « le seul moyen pour Specialty de rester compétitif était de payer comme tout le monde ».
Specialty possédait des sociétés d'édition musicale : Venice Music pour les chansons sous licence BMI et Greenwich Music pour les chansons sous licence ASCAP. Le label est vendu à Fantasy Records en 1991 et fait désormais partie du Concord Music Group. L'unité d'édition musicale est vendue à Sony/ATV Music Publishing.

## Groupes et artistes
- John Lee Hooker
- Little Richard
- Guitar Slim
- Percy Mayfield
- Lloyd Price
- Larry Williams
- Roy Milton
- Camille Howard
- Duke Henderson
- Wynona Carr